# Warsh
Abu Sa'id Uthman Ibn Sa'id al-Qutbi (en árabe, عثمان بن سعيد بن عبد الله ، أبو سعيد المصري) o Uthman ibn Sa'id, también conocido como Warsh (ورش), (110-197 año de la Hégira, 728-812 AD), fue un imán de origen egipcio, creador de la recitación warsh y una de las figuras más importante en la historia de la recitación coránica (qira'at), los métodos canónicos para la recitación adecuada del Corán. Junto a Qalun, fue uno de los dos principales transmisores del método de lectura canónica de Nafi' al-Madani. Juntos, sus estilos son la formas más comunes de recitación del Corán en las mezquitas africanas fuera de Egipto casi en su totalidad, y también es popular en Yemen y Darfur a pesar de que el resto de Sudán esté más familiarizado con el método Hafs. El método warsh y su homólogo qalun fue también el método de recitación más popular en Al-Ándalus (península ibérica). La mayoría de los muṣḥafs impresos hoy en África del Norte y África Occidental siguen la lectura de Warsh.

## Recitaciónwarsh
La recitación warsh, o Warsh an Naafi', es uno de los principales métodos canónicos para recitar del Corán. Las recitaciones del Al-Quran, conocidas en árabe como qira'at, se llevan a cabo bajo las reglas del tajwid. Se le atribuye su origen al imán Warsh, quien a su vez lo obtuvo de su maestro Nafi' al-Madani, uno de los principales transmisores de las siete recitaciones. La recitación de Warsh 'an Naafi' es una de las dos principales tradiciones de recitación, el segundo es el método Hafs 'an 'Asim.

## Historia
El imán Warsh (110-197 AH/728-812 d. C.) nació como Uthman Ibn Sa'id al-Qutbi en Egipto. Aprendió recitación de su maestro Naafi' en Medina, quien le dio el apodo de Warsh, nombre de una sustancia producto de la leche, debido a su tez clara. Después de terminar su educación en Medina, regresó a Egipto, donde se convirtió en el principal recitador del Corán.
En el siglo X, el erudito musulmán Abu Bakr ibn Mujāhid canonizó las siete lecturas del Corán, incluyendo la recitación warsh. Sin embargo, solo la transmisión de Asim y Warsh siguen siendo los métodos más utilizados. La recitación Warsh an Naafi' se generalizó por todo el norte de África, en gran parte, por ser la recitación preferida del imán Malik ibn Anás, cuya escuela de jurisprudencia predominaba en esa región del mundo. Durante la Edad Media, fue la principal recitación coránica en Al-Ándalus (península ibérica). La transmisión Warsh 'an Naafi' representa la tradición de recitación de Medina.

## Comparación de la recitación de Warsh y la de Hafs
La recitación Warsh an Naafí del Corán difiere de la recitación Hafs 'an Asim en la ortografía. La mayoría de las diferencias no afectan el significado. Sin embargo, en algunos casos las diferencias cambian las implicaciones del aleya. En el ayah 184 del sura 2; Hafs lo recita como «[...]  tendrán que alimentar a un pobre por día no ayunado como compensación [...]»; mientras que Warsh lo lee «[...] y que alimenten, como exención, a unos pobres.[...]» Otras variantes que van más allá de la ortografía incluyen:
| رواية ورش عن نافع | رواية حفص عن عاصم | Ḥafs                   | Warsh               | suras y aleyas  |
| ----------------- | ----------------- | ---------------------- | ------------------- | --------------- |
| يَعْمَلُونَ            | تَعْمَلُونَ            | haces                  | hacen               | Al-Baqara 2:85  |
| وًأَوْصّى             | وَوَصَّى              | mandado                | instruido           | Al-Baqara 2:132 |
| سَارِعُوا            | وَسَارِعُوا           | y apresurarse a        | apresurarse a       | Al'imran 3:133  |
| مَا تَنَزَّلُ           | مَا نُنَزِّلُ           | no enviamos abajo. . . | ellos no bajan. . . | Al-Hijr 15:8    |
| قُل                | قَالَ               | él dijo                | ¡decir!             | Al-Anbiya' 21:4 |
| كَثِيرًا             | كَبِيرًا             | poderoso               | grandioso           | Al-Azab 33:68   |
| بِمَا               | فَبِمَا              | entonces es lo que     | es lo que           | Al-Shura 42:30  |
| نُدْخِلْهُ             | يُدْخِلْهُ             | lo hace entrar         | le hacemos entrar   | Al-Fatḥ 48:17   |

Otra diferencia notoria entre las recitaciones hafs y warsh es la pronunciación de las palabras. Los coranes modernos tienen tashkil (signos diacríticos ) y, en algunos la pronunciación alterna de un palabra podría implicar un significado diferente. Aquí unos ejemplos: 
| رواية ورش عن نافع | رواية حفص عن عاصم | Ḥafs                       | Warsh                               | Capítulo y Verso                  |
| ----------------- | ----------------- | -------------------------- | ----------------------------------- | --------------------------------- |
| مَلِكِ               | مَالِكِ              | Dueño                      | Rey                                 | Al-Fatihah Q1: 4 (Q1: 3 en Warsh) |
| يٌكَذّبُونَ            | يَكْذِبُونَ            | mienten                    | les mintieron (o) niegan            | Al-Baqara Q2: 10 (Q2: 9 en Warsh) |
| قُتِلَ               | قَاتَلَ              | Y muchos profetas lucharon | Y muchos profetas fueron asesinados | Al 'imran Q3: 146                 |
| سَاحِرَانِ            | سِحْرَانِ             | dos obras de magia         | dos magos                           | Qasas Q28 :48                     |

### Diez lectores y transmisores
- Nafi' al-Madani
  - Qalun
  - Warsh
- Ibn Kathir al-Makki
  - Al Bazzi
  - Qunbul
- Abu 'Amr ibn al-'Ala'
  - Ad-Duri
  - Al-Susi
- Ibn Amir ad-Dimashqi
  - Hisham ibn Ammar
  - Ibn Dakwan
- Aasim ibn Abi al-Najud
  - Shu'bah
  - medias
- Hamzah az-Zaiyyat
  - Khalaf
  - Khallad
- Al Kisa'i
  - Al-Layth
  - Ad-Duri
- Abu Ja'far
  - 'Isa ibn Waddan
  - Ibn Yummaz
- Ya'qub al-Yamani
  - caminos
  - Crudo
- Khalaf
  - Ishaq
  - Idris

Fa:قرائت ورش از نافع